# Francesco Di Maria

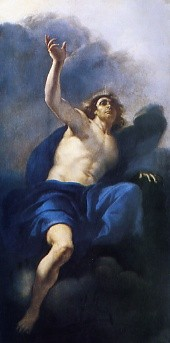
Il Salvatore, Gallerie d'Intesa San Paolo, Palazzo Zevallos, Napoli

Francesco Di Maria (Napoli, 1623 – Napoli, 1690) è stato un pittore italiano del periodo barocco.

## Biografia
Francesco Di Maria nasce a Napoli nel 1623 circa, entrò nella bottega del Domenichino durante il soggiorno napoletano del pittore emiliano fra il 1630 e il 1640. Lo stile classicista del maestro lo influenzò fortemente in tutto il suo periodo giovanile. Durante una permanenza a Roma, dove figura tra i soci dell'Accademia di San Luca, venne in contatto con il gusto dei grandi barocchi della capitale dominato, al tempo, dalle opere di Pietro da Cortona e di Andrea Sacchi e fu influenzato da Nicolas Poussin.
Celebre è stata la sua disputa con Luca Giordano, riportata da vari saggi storico-artistici, come quello dell'Abate Lanzi, ma soprattutto dal De Dominici nella sua Storia de' pittori, scultori e architetti napoletani (1742).
Il Di Maria, divenuto accademico di San Luca, insegnante di disegno, non apprezzò la svolta giordanesca di privilegiare il colore al disegno, entrando in una disputa accademica tra i fautori della sua posizione, appoggiato da Andrea Vaccaro con il quale fondò l'Accademia del nudo, e i seguaci dello stile del Giordano che aumentavano di numero e non rispettavano le regole imposte dal classicismo di Domenichino, ancora un faro per il Di Maria. Lo stesso Francesco Solimena, il suo allievo più prestigioso, lasciò il Di Maria per accedere alla bottega di Pietro e Giacomo del Pò, definendo Francesco Di Maria:
(Bernardo De Dominici, Vite dei pittori, scultori ed architetti napoletani, 1742,  p. 408)
Francesco Di Maria non esitò a definire quella del Giordano:
(p.  139)
Ma Luca Giordano gli rispose per le rime definendo Di Maria e i suoi seguaci "…Ebrei ostinati, fissi nei rancidumi di loro legge" (p. 139)
Tornato a Napoli ebbe commissioni per palazzi della nobiltà e chiese napoletane.
Un suo lavoro, a più mani con Fedele Fischetti e Giacomo del Pò, è nel Palazzo Carafa di Maddaloni.
Francesco Di Maria influenzò e fu amico, a Roma, di Salvator Rosa, molti suoi disegni e pitture sono presenti anche nelle collezioni medicee e comprate per le collezioni inglesi.
Fra i suoi allievi, oltre il Solimena, si ricorda anche Paolo De Matteis. Morì a Napoli nel 1690 e fu sepolto nella scomparsa chiesa di San Giuseppe Maggiore.

## Opere
Elenco di opere di Di Maria (non esaustiva):
- Napoli
  - Chiesa di Santa Maria la Nova, Riposo in Egitto, Visitazione
  - Chiesa di San Giovanni Battista delle Monache, Annunciazione
  - Chiesa dei Gerolamini, Sacra famiglia
  - Chiesa di San Giuseppe a Chiaia, Sacra Famiglia, Sant'Anna e la Vergine Bambina
  - Chiesa di Sant'Anna, tele
  - Chiesa di San Lorenzo Maggiore, tele con la vita di San Lorenzo
  - Chiesa di Montevergine,  tela con San Pietro e Paolo
  - Chiesa di San Giuseppe delle Scalze a Pontecorvo,  Andata al Calvario, Santa Teresa
  - Chiesa di Sant'Agostino degli Scalzi, Deposizione
  - Chiesa di San Gregorio Armeno, affreschi, San Gregorio fra gli angeli
  - Chiesa di Santa Maria Apparente, San Samuele
- Nocera Inferiore
  - Pinacoteca del convento di Sant'Antonio, Incontro di Gesù con le pie donne